# Reprezentacja Kazachstanu w ice speedwayu
Reprezentacja Kazachstanu w ice speedwayu – grupa zawodników ice speedwaya reprezentujących Republikę Kazachstanu w sportowych imprezach międzynarodowych. Za jej funkcjonowanie odpowiedzialna jest Kazakstan Respublikasy Awtomotosport Federacijasy (AMFK).

## Historia
Do 1992 roku zawodnicy kazachscy wchodzili w skład reprezentacji Związku Radzieckiego i Wspólnoty Niepodległych Państw. W 1993 roku w ćwierćfinale indywidualnych mistrzostw świata rozgrywanych we Frankfurcie nad Menem przystąpiło dwóch reprezentantów Kazachstanu, Władimir Czebłokow i Nikołaj Popow. Do półfinału rozgrywanego w Inzell z 4. miejsca awansował Czebłokow, zaś Popow zakończył zawody na 13. miejscu. Dzięki 7. pozycji zajętej w półfinale, Czebłokow jako pierwszy Kazach awansował do światowego finału, rozgrywanego w Sarańsku i zajął w nim 12. lokatę.

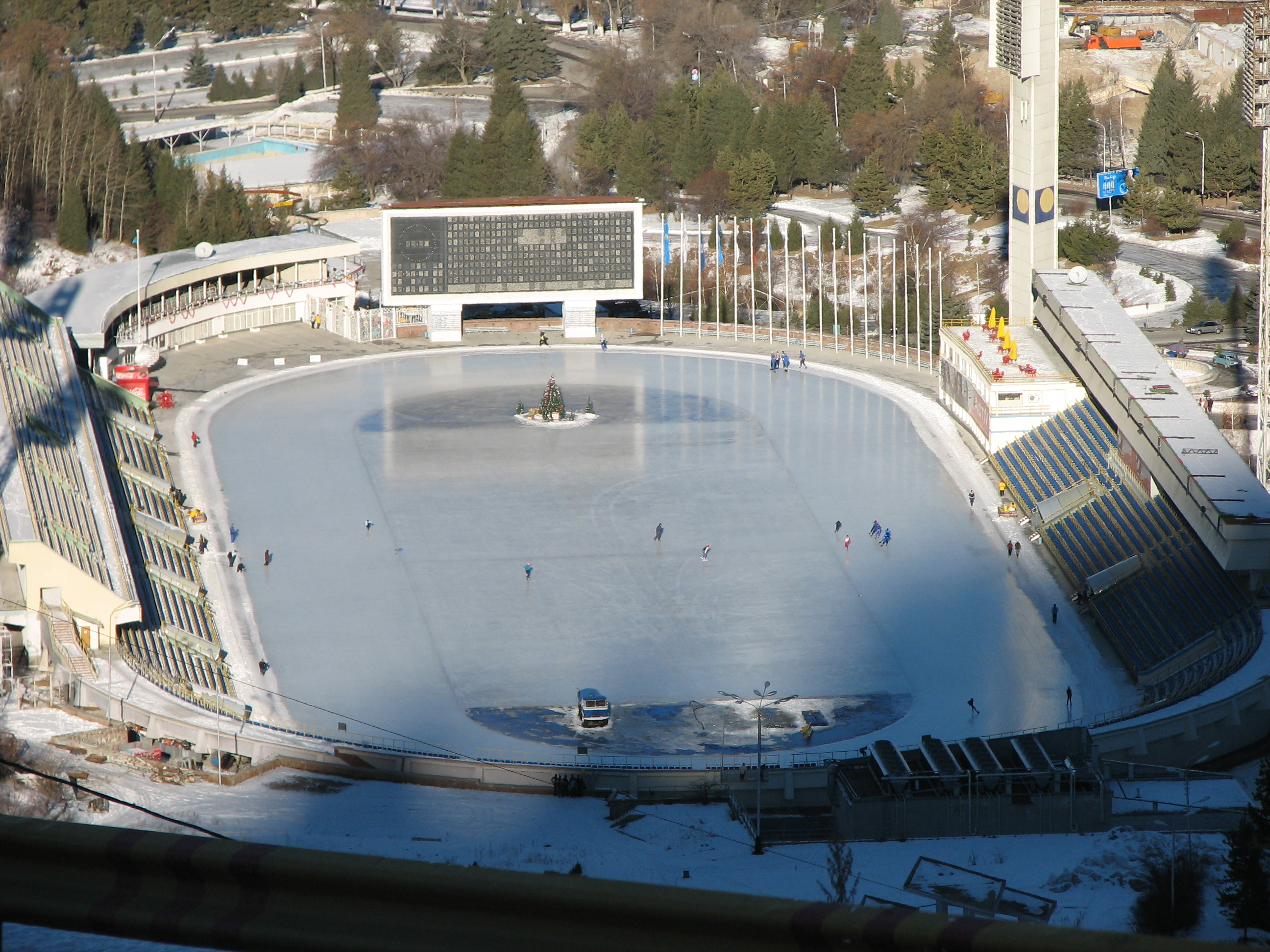
Na stadionie Medeu w Ałmaty zawodnicy reprezentacji Kazachstanu występowali przez własną publicznością w sześciu finałach indywidualnych mistrzostw świata

W sezonie 1994 stałym uczestnikiem cyklu indywidualnych mistrzostw świata był Władimir Czebłokow, zaś dziką kartę na Grand Prix Kazachstanu otrzymał Stanisław Kuzniecow. Uzyskane przez Kazachów wyniki uplasowały ich na 11. i 17. miejscu klasyfikacji końcowej. W tym samym sezonie reprezentacja Kazachstanu zadebiutowała w drużynowych mistrzostwach świata. Trzyosobowy zespół, w którym oprócz Czebłokowa i Kuzniecowa wystąpił Nikołaj Popow, zajął w Karlstad 4. miejsce. Rok później, jedynym reprezentantem kraju w finałach indywidualnych mistrzostw świata 1995 był Stanisław Kuzniecow, który zajął 8. miejsce, zaś drużynowo kazachski zespół w składzie Kuzniecow, Czebłokow, Galiakberow zdobył brązowy medal mistrzostw świata. Ten sam skład wywalczył 3. miejsce rok później, oraz 4. miejsce w 1997 roku. W rozgrywkach o indywidualne mistrzostwo świata 1996 Galiakberow był 11., a Kuzniecow 13. W finale indywidualnych mistrzostw świata 1997 Władimir Czebłokow zajął ostatnie, 16. miejsce.
Reprezentanci Kazachstanu nie brali udziału w rozgrywkach międzynarodowych od roku 1998, wtedy też odbyły się ostatnie zawody w Kustanaju.
Powrót reprezentacji Kazachstanu w rozgrywkach mistrzowskich nastąpił na skutek przyznania temu krajowi organizacji rund indywidualnych mistrzostw świata w latach 2015–2017. Kadrę utworzyli Władimir Czebłokow i Dienis Sliepuchin z Rudnego oraz Pawieł Niekrassow z Kustanaja. Przez 3 lata rozgrywek na stadionie Medeu w Ałmaty najlepszy występ w pojedynczej rundzie zaliczył Czebłokow 19 lutego 2017 roku, zajmując 12. miejsce i zdobywając 4 punkty. W kolejnym sezonie dwie rundy indywidualnych mistrzostw świata 2018 rozegrane zostały na krytym torze łyżwiarskim Alau w Astanie. Z dziką kartą w tych zawodach wystąpił reprezentujący od tego sezonu Kazachstan, Rosjanin Andriej Szyszegow. W obu rundach zgromadził on 17 punktów, co pozwoliło mu zająć 17. miejsce w klasyfikacji generalnej. Sezon 2019 przyniósł powrót indywidualnych mistrzostw świata na tor w Ałmaty. Po raz kolejny najlepszym reprezentantem Kazachstanu okazał się Andriej Szyszegow, który w dwudniowych zawodach zajął 12. i 7. pozycję zajmując 12. miejsce w końcowej klasyfikacji indywidualnych mistrzostwach świata. Był to również reprezentacyjny debiut Siergieja Sierowa, który w obu rundach wystąpił z dziką kartą i zdobył łącznie 2 punkty. W tym samym sezonie zespół Kazachstanu po 22 latach wrócił do rozgrywek o drużynowe mistrzostwo świata. W składzie Siergiej Sierow, Władimir Czebłokow, Dienis Sliepuchin Kazachstan na torze w Togliatti zajął 6. miejsce. O jedną pozycję w zmaganiach drużynowych polepszyli się Kazachowie rok później w Berlinie, w składzie reprezentacji Sierowa zastąpił Niekrassow. Ostatnie zawody międzynarodowe z udziałem Kazachów to indywidualne mistrzostwa świata w ice speedwayu 2021, które rozegrane zostały w formie dwudniowego finału w Togliatti. 8. miejsce zajął Andriej Szyszegow, Pawieł Niekrassow zajął 13. pozycję.

## Kadra
W sezonie 2021 Kazachstan rozgrywkach międzynarodowych reprezentowali: Pawieł Niekrassow i Andriej Szyszegow.

## Osiągnięcia

### Mistrzostwa świata
Drużynowe mistrzostwa świata
- 3. miejsce:
  - 1995 – Stanisław Kuzniecow, Władimir Czebłokow, Nail Galiakberow
  - 1996 – Nail Galiakberow, Władimir Czebłokow, Stanisław Kuzniecow

- 4. miejsce:
  - 1994 – Stanisław Kuzniecow, Nikołaj Popow, Władimir Czebłokow
  - 1997 – Stanisław Kuzniecow, Władimir Czebłokow, Nail Galiakberow

- 5. miejsce:
  - 2020 – Pawieł Niekrassow, Władimir Czebłokow, Dienis Sliepuchin

- 6. miejsce:
  - 2019 – Siergiej Sierow, Władimir Czebłokow, Dienis Sliepuchin

Indywidualne mistrzostwa świata
- 8. miejsce:
  - 1995 – Stanisław Kuzniecow
  - 2021 – Andriej Szyszegow[a]

- 11. miejsce:
  - 1994 – Władimir Czebłokow
  - 1996 – Nail Galiakberow

- 12. miejsce:
  - 1993 – Władimir Czebłokow
  - 2019 –  Andriej Szyszegow

- 13. miejsce:
  - 1996 – Stanisław Kuzniecow

- 14. miejsce:
  - 2021 – Pawieł Niekrassow

- 16. miejsce:
  - 1997 – Władimir Czebłokow

- 17. miejsce:
  - 1993 – Stanisław Kuzniecow
  - 2018 –  Andriej Szyszegow

- 19. miejsce:
  - 2017 – Władimir Czebłokow

- 20. miejsce:
  - 2015 – Władimir Czebłokow

- 21. miejsce:
  - 2017 – Pawieł Niekrassow

## Byli reprezentanci Kazachstanu
- Władimir Czebłokow
- Nail Galiakberow
- Stanisław Kuzniecow
- Nikołaj Popow
- Dienis Sliepuchin
- Siergiej Sierow